# Tylophora perakensis
Tylophora perakensis är en oleanderväxtart som beskrevs av George King och Gamble. Tylophora perakensis ingår i släktet Tylophora och familjen oleanderväxter. Inga underarter finns listade i Catalogue of Life.